# Jürgen Fuhrmann (Fußballspieler)
Jürgen Fuhrmann (* 28. Januar 1949; † 9. Juli 2004) war ein deutscher Fußballspieler. Der Stürmer hat in der Fußball-Bundesliga für Borussia Neunkirchen 17 Ligaspiele in der Saison 1967/68 absolviert.

## Werdegang
Fuhrmann spielte bereits in der Jugend für Borussia Neunkirchen. Am 14. Februar 1967 kam der Offensivspieler erstmals in der Jugendnationalmannschaft des DFB zum Einsatz. Bei der 0:1-Niederlage in Mönchengladbach gegen England spielte er an der Seite von Gerhard Heinze (Torhüter), Egon Schmitt, Rainer Zobel, Seppl Pirrung, Ewald Schäffner und Roland Weidle. Im Mai 1967 nahm er mit der DFB-Jugend am UEFA-Juniorenturnier in der Türkei teil. In den drei Gruppenspielen gegen Frankreich, Österreich und Ungarn erzielte er zwei Tore. Mit der Borussia schaffte er 1967 den Aufstieg in die Bundesliga, es folgte der sofortige Wiederabstieg, in dieser Zeit lief Fuhrmann 17-mal in der Bundesliga für die Borussia auf. Sein Bundesligadebüt gab Fuhrmann unter Trainer Željko Čajkovski am ersten Rundenspieltag, den 19. August 1967, bei der 1:2-Auswärtsniederlage beim 1. FC Kaiserslautern. Er wurde in der zweiten Halbzeit für Rechtsaußen Hugo Ulm eingewechselt.
Nach dem Abstieg blieb er zwei weitere Spielzeiten bei der Borussia. Nach der Saison 1969/70, der schnelle Angreifer in der Spitze hatte in 24 Spielen in der Fußball-Regionalliga Südwest 19 Tore für das Team aus dem Ellenfeldstadion erzielt, wechselte er zur Saison 1970/71 nach Belgien zum VV St. Truiden. Nach einem Jahr kehrte er nach Deutschland zurück und spielte fortan für den SV Röchling Völklingen. In der Saison 1972/73 wurde Völklingen unter Trainer Helmuth Johannsen punktgleich mit dem FSV Mainz 05 Vizemeister im Südwesten und Fuhrmann kam in der Bundesligaaufstiegsrunde neben Mitspielern wie Jürgen Stars, Hans-Werner Kremer, Robert Pötzschke, Horst Berg und Klaus Hommrich gegen Rot-Weiss Essen, SV Darmstadt 98, VfL Osnabrück und Wacker 04 Berlin zu sieben Einsätzen, in denen er zwei Tore erzielte.
Ab 1975 arbeitete Fuhrmann als Trainer im Saarland, zweimal auch bei seinem Exverein in Neunkirchen. In den Saisonen 1990/91 und 1991/92 trainierte er Rot-Weiß Hasborn-Dautweiler. Mehrfach, 1975–1981 und in den Saisonen 1982/83, 1983/84, 1993/94 und 1994/95 trainierte er die SV Elversberg. Während der letztgenannten Saison wurde er durch das Trainergespann Frank Holzer/Günter Hermann ersetzt. Ebenfalls trainierte er zwischen 1984 und 1985 den SV Fraulautern.